# Machimus cinerarius
Machimus cinerarius är en tvåvingeart som först beskrevs av Peter Simon Pallas 1818.  Machimus cinerarius ingår i släktet Machimus och familjen rovflugor. Inga underarter finns listade i Catalogue of Life.